# Danh sách Thủ tướng Các tiểu Vương quốc Ả Rập Thống nhất
Phó Tổng thống và Thủ tướng là người đứng đầu Chính phủ Các Tiểu Vương quốc Ả Rập Thống nhất. Cho đến nay, tất cả Thủ tướng đều kiêm nhiệm Phó Tổng thống. Không dựa theo Hiến pháp, trong lịch sử phó cai trị Dubai sẽ trở thành Thủ tướng. Thủ tướng hiện tại là Mohammed bin Rashid al-Maktoum. được bầu ngày 11/2/2006, sau khi anh trai của ông, Maktoum bin Rashid al-Maktoum qua đời trong chuyến thăm Gold Coast Australia.
Thủ tướng đồng thời là Chủ tịch Hội đồng Bộ trưởng, thường họp 1 tuần tại thủ đô, Abu Dhabi.

## Danh sách Phó Tổng thống và Thủ tướng Các Tiểu Vương quốc Ả Rập Thống nhất (1971–nay)
| № | Tên                                                                      | Chân dung | Sinh–mất  | Bắt đầu   | Kết thúc            |
| - | ------------------------------------------------------------------------ | --------- | --------- | --------- | ------------------- |
| 1 | Maktoum bin Rashid Al Maktoum مكتوم بن راشد آل مكتوم (nhiệm kỳ thứ nhất) |           | 1943–2006 | 9/12/1971 | 25/4/1979           |
| 2 | Rashid bin Saeed Al Maktoum راشد بن سعيد آل مكتوم                        |           | 1912–1990 | 25/4/1979 | 7/10/1990 (qua đời) |
| 3 | Maktoum bin Rashid Al Maktoum مكتوم بن راشد آل مكتوم (nhiệm kỳ thứ 2)    |           | 1943–2006 | 7/10/1990 | 4/1/2006 (qua đời)  |
| 4 | Mohammed bin Rashid Al Maktoum محمد بن راشد آل مكتوم                     |           | 1949–     | 11/2/2006 | Tại nhiệm           |

### Danh sách Phó Thủ tướng Các Tiểu Vương quốc Ả Rập Thống nhất (1971–nay)
- Hamdan bin Rashid Al Maktoum (1971–1973)
- Khalifa bin Zayed Al Nahyan (1973–1977)
- Hamdan bin Mohammed Al Nahyan (1977–1979)
- Hamdan bin Mohammed Al Nahyan & Maktoum bin Rashid Al Maktoum (1979–1990)
- Sultan bin Zayed Al Nahyan (1990–1997)
- Sultan bin Zayed Al Nahyan & Hamdan bin Zayed Al Nahyan (1997–2009)
- Saif bin Zayed Al Nahyan & Mansour bin Zayed Al Nahyan (2009–nay)